# 比西加縣
比西加縣（Bissiga Department） 為布吉納法索中東大區布爾古省轄下的縣。該縣有23個城鎮。比西加（Bissiga）為該縣的首府。1996年人口普查中該縣人口有19,264人。